# Künstlerverein in Bremen
Der Künstlerverein in Bremen war ein 1856 gegründeter Verein mit dem Ziel, das Interesse an künstlerischen und wissenschaftlichen Themen in der Hansestadt zu fördern. Er hat bis zum Jahr 1936 bestanden.

## Geschichte des Künstlervereins

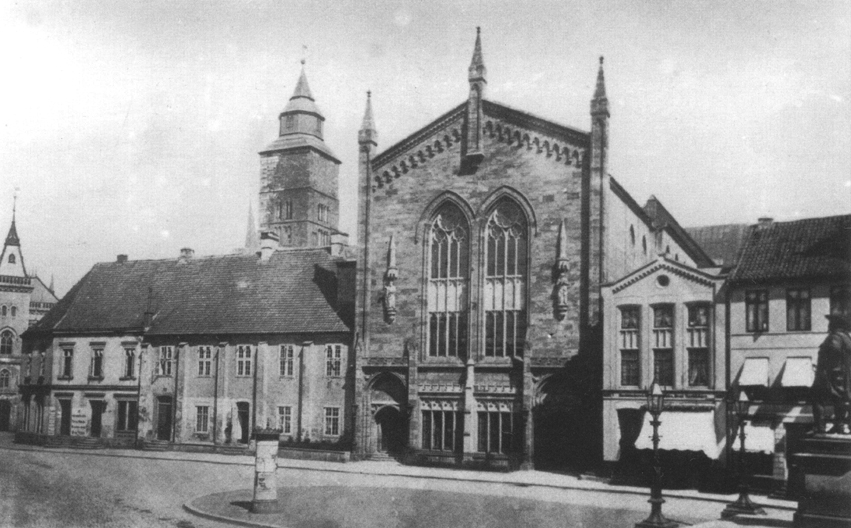
Das Haus des Künstlervereins an der Domsheide um 1890

Der Künstlerverein wurde am 13. April 1856 im Hillmann-Hotel gegründet, erster Präsident war der Theaterdirektor Karl August Ritter. Im Unterschied zu dem in jener Zeit sehr elitären Kunstverein (gegründet 1823) war der Künstlerverein für alle Kunstschaffenden und -interessierten offen, wie bereits in der Präambel der Vereinsstatuten festgehalten wurde:
„Der Verein bietet sich den ausübenden Künstlern und Freunden der Kunst als ein Mittelpunkt ihrer Bestrebungen und Interessen an. […] [Er soll] sich von den Fesseln der steifen Form befreien und keinen Unterschied des Ranges und der Stellung akzeptieren. Er will die Kunst und nur sie um ihrer selbst willen.“ 
Der Künstlerverein hatte regen Zulauf, so dass bald fast alle Persönlichkeiten des künstlerischen und wissenschaftlichen Lebens der Stadt Mitglieder waren. Gemäß der unterschiedlichen Tätigkeitsfelder seiner Mitglieder war der Verein in fünf Abteilungen aufgeteilt:
- I. Abteilung: Musik und dramatische Kunst
- II. Abteilung: Malerei und Bildhauerei
- III. Abteilung: Architektur
- IV Abteilung: Literatur
- V. Abteilung: Kunstfreunde

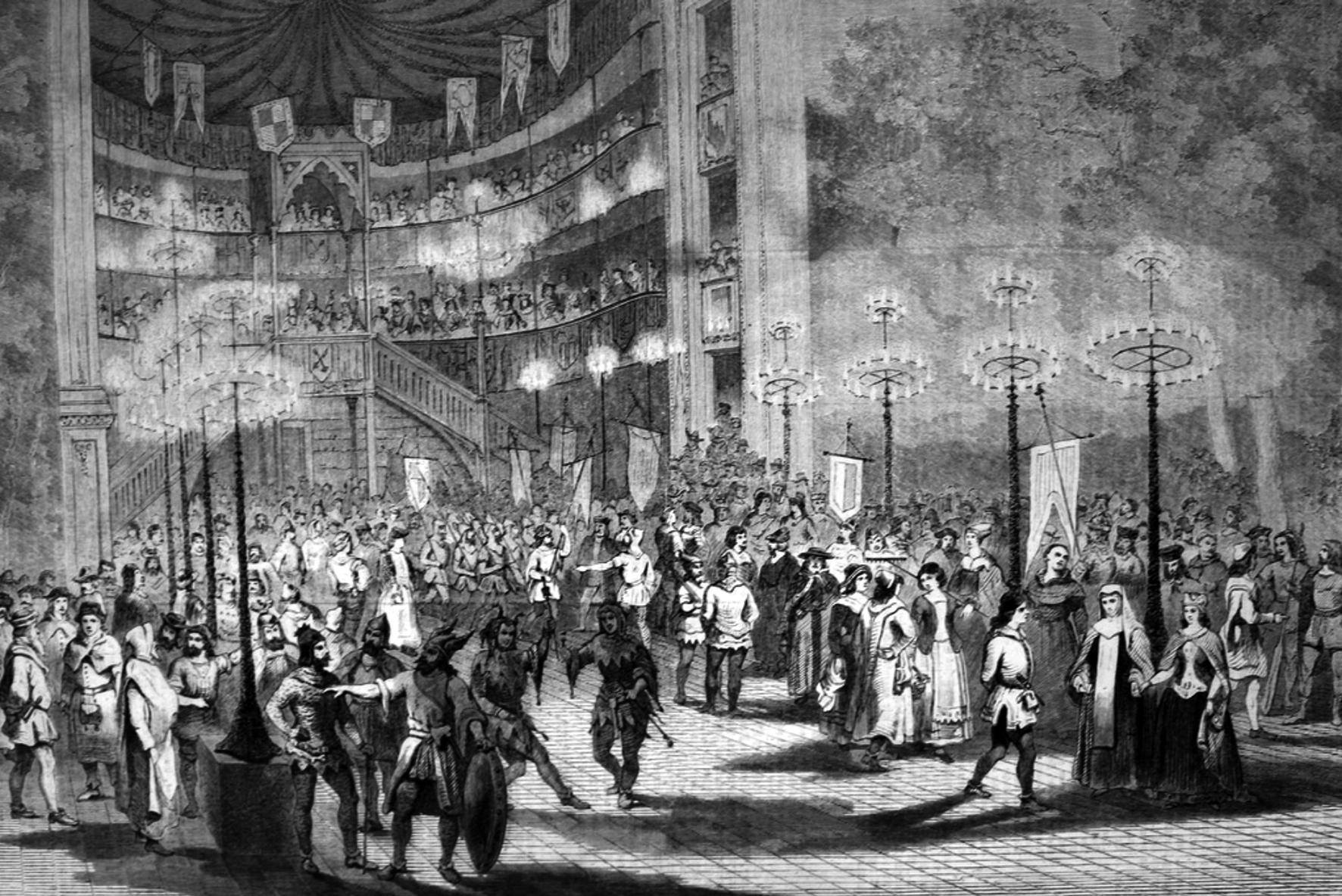
Kostümball des Künstlervereins im Bremer Stadttheater im Jahr 1861

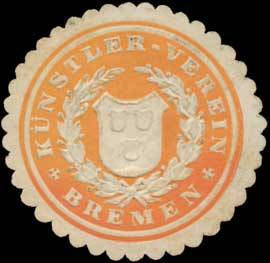
Siegelmarke des Künstlervereins Bremen

Der Verein nutzte zunächst die Räume der Union von 1801 Am Wall, bis das ehemalige Domkapitelhaus an der Domsheide 1857 durch Heinrich Müller zum Vereinshaus umgebaut wurde. Der Künstlerverein veranstaltete Vorträge, Konzerte, Theateraufführungen, Ausstellungen aber auch Feste, wie die Historischen Kostümbälle, die Persönlichkeiten oder Ereignissen der bremischen Geschichte gewidmet waren. Zentrale Personen im Verein waren der Maler Arthur Fitger und der Dramatiker Heinrich Bulthaupt, die dessen Ausrichtungen und Aktivitäten maßgeblich mitbestimmten.
1862 wurde durch die Eingliederung des kurz zuvor gegründeten Vereins für bremische Geschichte und Alterthümer (später Historische Gesellschaft des Künstlervereins) eine zusätzliche sechste Abteilung geschaffen, die die Publikation verschiedener Schriften zur bremischen und norddeutschen Geschichte verantwortete, wie Denkmale der Geschichte und Kunst der Freien Hansestadt Bremen (3 Bände, 1862 bis 1879), die Bremischen Jahrbücher (jährlich seit 1863) und die Bremische Biographie des neunzehnten Jahrhunderts (1912).
Im Jahr 1869 wurde das Haus des Künstlervereins noch einmal durch Heinrich Müller erweitert und umgebaut. 1877 wurde hier vorübergehend die naturwissenschaftliche Sammlung der Gesellschaft Museum untergebracht. Um 1890 wurde ein großzügiger Lesesaal eingerichtet. Am 26. Januar 1915 brannte das Gebäude bei einem Großfeuer vollständig aus und blieb mehrere Jahre als Ruine bestehen, bis 1926 an dieser Stelle das Konzerthaus Die Glocke errichtet wurde.
1936 löste der Künstlerverein sich auf; seine Abteilungen gingen (teilweise) in neue Vereine über oder machten sich selbstständig. Letzter Vorsitzender war der Bremer Historiker Heinrich Tiedemann.